# Hydrobaenus lapponicus
Hydrobaenus lapponicus är en tvåvingeart som först beskrevs av Lars Zakarias Brundin 1956.  Hydrobaenus lapponicus ingår i släktet Hydrobaenus och familjen fjädermyggor. Arten är reproducerande i Sverige. Inga underarter finns listade i Catalogue of Life.